# Soutzos (Familie)
Die  Familie Soutzos (auch Soutsos; griechisch: Σούτζος; rumänisch: Sutu oder Sutzu, türkisch: Sütçü) war eine phanariotische Familie, die in den letzten Jahrhunderten des Osmanischen Reiches in Konstantinopel (heute Istanbul) zu Wohlstand und Einfluss gelangte. Zahlreiche Familienmitglieder stellten Hospodare (Prinzen) in den Donaufürstentümern Walachei und Moldau, darunter Alexandros Soutzos, Mihai Draco-Sutzu (Michael I. Soutzos) und Mihail C. Suțu (Michael II. Soutzos)

Wappen der Familie Soutzos, in der von Konstantinos (Constantin Suțu), Sohn von Michael Soutzos, verwendeten Variante

## Geschichte
Die genauen Ursprünge der Soutzos-Familie sind unklar. Verschiedene Autoren vermuten entweder albanische oder byzantinisch-griechische Wurzeln, möglicherweise mit einer Herkunftsregion wie der Insel Chios. Erste Nachweise der Familie finden sich im 17. Jahrhundert in Konstantinopel; es wird jedoch angenommen, dass die Familie ursprünglich vom albanischen Drakos-Clan in Epirus abstammte.
Der Überlieferung zufolge war ein Mitglied der Familie in der Wasserversorgung Konstantinopels tätig, weshalb die Osmanen den ursprünglichen Familiennamen Drakos in «Soutzides» («Wasserbringer») umwandelten. Unter den Griechen etablierte sich schließlich die griechische Form «Soutsos» bzw. «Soutzos».
Konstantinos Drako (Soutzos), Sohn des Rhetors Diamantaki Drako, war der erste bedeutende Vertreter der Familie. Im Jahr 1714 heiratete er Prinzessin Maria Rusetaina, die aus einer alteingesessenen phanariotischen Familie stammte (ihre Mutter war Helena Mavrokordataina, ihr Großvater väterlicherseits, Antonie Ruset, hatte bereits als Fürst der Donaufürstentümer unter osmanischer Oberherrschaft regiert). Durch die Verbindungen seiner Schwiegereltern wurde Konstantinos in hohe Ämter innerhalb der Donaufürstentümer Walachei und Moldau eingebunden. Seine Söhne waren mit zahlreichen phanariotischen Familien verbunden und genossen weitreichende Unterstützung.
In den 1780er und 1790er Jahren erhob Mihai Draco-Sutzu (Michael I. Soutzos), ein Sohn Konstantinos’, Anspruch auf die Fürstentümer Walachei und Moldau und wurde der erste Fürst dieses Namens. Nach seiner Herrschaft regierten nacheinander sein Neffe Alexandru Suțu (Alexandros Soutzos) und später dessen gleichnamiger Enkel Mihail C. Suțu (Michael II. Soutzos).

## Bedeutende Familienmitglieder
- Mihai I. Soutzos (Mihai Draco-Sutzu; 1730–1803) Fürst von Walachei und Moldau. Deputiert die Familie in höchste politische Ämter und festigt deren phanariotischen Einfluss im osmanischen Staatsgefüge.
- Alexandru Suțu (1758–1828) Neffe Mihai I. Soutzos’, diente ebenfalls als Fürst von Moldau und Walachei. Durch Heirat mit Eufrosyne Callimachi vertiefte er die dynastischen Verbindungen.
- Mihail C. Suțu (1784–1864) Enkel von Mihai I. Soutzos, regierte als Fürst von Moldau. Seine Ehefrau war Prinzessin Roxani Karatzas.
- Panagiotis Soutsos (1806–1868) Bedeutender Dichter und Verfasser des Begriffs «Olympische Spiele» in der Neuzeit. Gilt als Wegbereiter für die Wiederbelebung der Olympischen Spiele in Griechenland.
- Alexandros Soutsos (1803–1862) Bruder Panagiotis’ und Gründer der griechischen Romantik. Seine Dichtungen beeinflussten maßgeblich die literarische Entwicklung im jungen griechischen Staat.
- Alexandru A. Suțu und Mihail C. Suțu (Beide in den 1880er Jahren Mitglied der Rumänischen Akademie) Vertreter der Familie in wissenschaftlichen Kreisen Rumäniens, die durch akademische Tätigkeit und Publikationen in Geschichts- und Geisteswissenschaften hervortraten.

Der Hauptzweig der Familie hat sich nach dem Ende der osmanischen Vorherrschaft und der Gründung des modernen griechischen Nationalstaats in Athen angesiedelt.